# Rinkai-lijn
De Rinkai-lijn (Japans: りんかい線, Rinkai-sen) is een spoorlijn in de Japanse hoofdstad Tokio. De lijn verbindt station Osaki in Shinagawa met station Shin-Kiba in Koto en ontsluit daarmee verschillende kunstmatige eilanden in de Baai van Tokio evenals het waterfront van Shinagawa. De lijn is in beheer van de Tokyo Rinkai Kosoku Tetsudo K.K. en wordt daarnaast gebruikt door treinen van de East Japan Railway Company, die vanuit Osaki via de Saikyo-lijn verder gaan naar onder meer Shinjuku, Ikebukuro en Omiya.

## Tracé

de route van de Rinkai-lijn

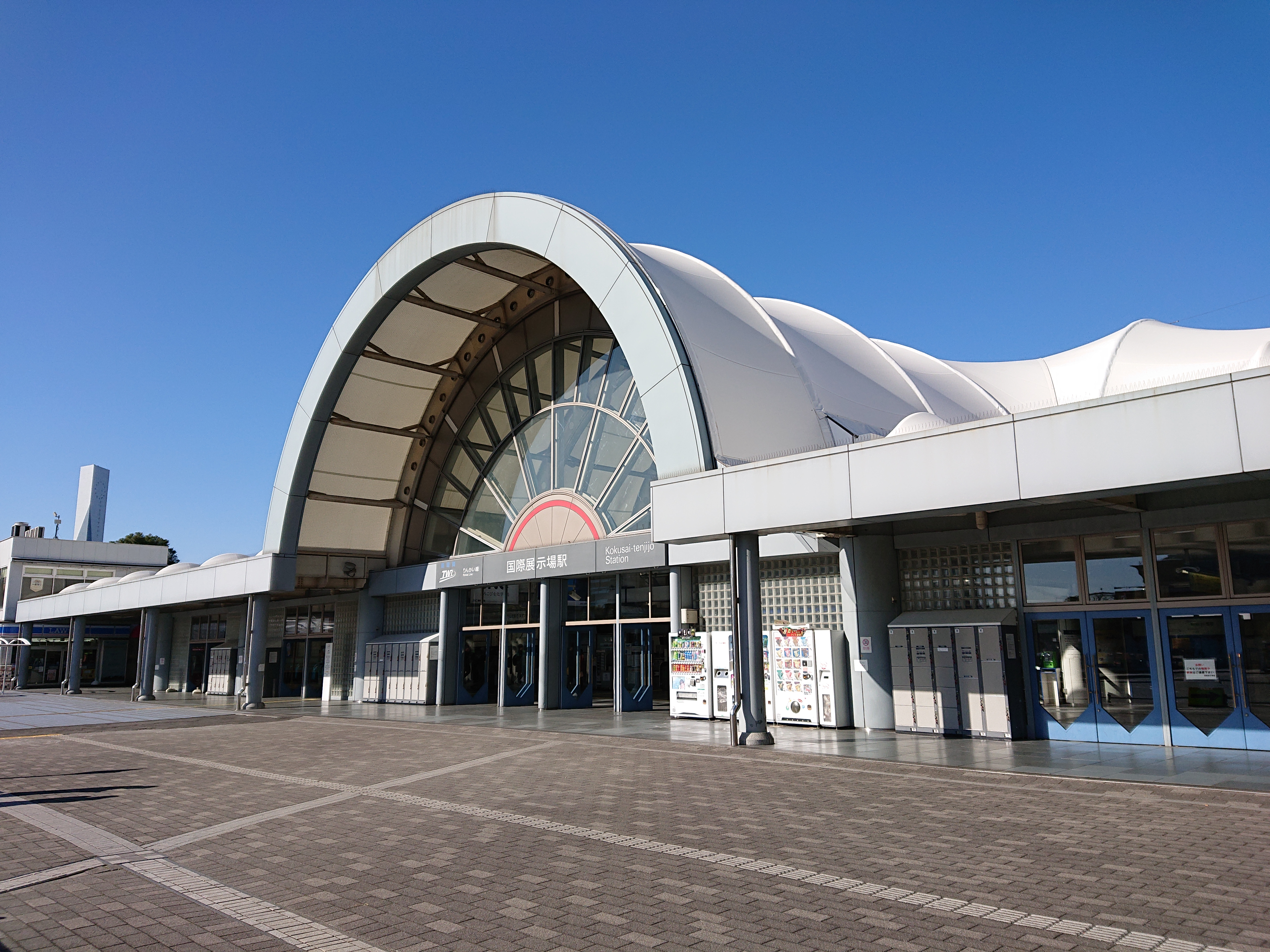
station Kokusai-Tenjijo

### Verloop
De Rinkai-lijn heeft een lengte van 12,2 kilometer en het spoor heeft de in Japan gangbare breedte van 1067 mm (kaapspoor). Station Shin-Kiba in Koto is het oostelijke eind- en beginpunt van de lijn. Vanuit daar loopt de Rinkai-lijn in zuidwestelijke richting naar Tokyo Rinkai-fukutoshin, parallel aan de autosnelweg B. In Ariake kruist hij voor het eerst met de Yurikamome en daarna in Odaiba voor een tweede keer. Vervolgens buigt de spoorlijn verder westwaarts af en gaat hij onder de Baai van Tokio door. Bij station Tennozu Isle maakt de Rinkai-lijn een knik naar het zuiden, na station Shinagawa Seaside naar het westen en na station Oimachi naar het noorden om uit te komen bij het westelijke eind- en beginpunt station Osaki in Shinagawa. De spoorlijn is van het andere verkeer gescheiden; hij loopt voor zo'n tien kilometer ondergronds en het traject tussen Shinonome en Shin-Kiba ligt verhoogd.

### Stations
| Station | Station           | Afstand (in km) | Wijk      |
| ------- | ----------------- | --------------- | --------- |
| R-01    | Shin-Kiba         | 0               | Koto      |
| R-02    | Shinonome         | 2,2             | Koto      |
| R-03    | Kokusai-Tenjijo   | 3,5             | Koto      |
| R-04    | Tokyo Teleport    | 4,9             | Koto      |
| R-05    | Tennozu Isle      | 7,8             | Shinagawa |
| R-06    | Shinagawa Seaside | 8,9             | Shinagawa |
| R-07    | Oimachi           | 10,5            | Shinagawa |
| R-08    | Osaki             | 12,2            | Shinagawa |